# Kutless
Kutless är ett kristet rockband, bildat 1999 i Portland, Oregon, USA. Bandet grundades som ett lovsångsband och mellan 1999 och 2001 gick bandet under namnet Call Box. År 2001 i oktober bytte bandet namn till det nuvarande, Kutless. Namnet Kutless är taget från Romarbrevet 6:23, som bandet tolkar som att Gud tog vår nedskärning (cut) och lämnade oss utan denne (Kutless).  

## Medlemmar
Nuvarande medlemmar
- Jon Micah Sumrall – sång, piano, akustisk gitarr (2000– )
- James Mead – gitarr, bakgrundssång (2001– )
- Neil Cameron – basgitarr, bakgrundssång (2013– )
- Nathan Parrish – gitarr (2015– )
- Matt Christopherson – trummor (2018– )

Tidigare medlemmar
- Andrew Morrison – sologitarr (2000)
- Nathan "Stu" Stuart – basgitarr (2000–2002)
- Kyle Mitchell – trummor (2000–2005)
- Ryan Shrout – gitarr, bakgrundssång (2000–2007)
- Kyle Zeigler – basgitarr (2002–2005)
- Jeffrey Gilbert – trummor (2005–2012)
- Dave Luetkenhoelter – basgitarr (2005–2013)
- Nick De Partee – gitarr, bakgrundssång (2007–2014)
- Kyle Peek – trummor, bakgrundssång (2012–2014)
- Drew Porter – trummor (2014–2018)
- Vince DiCarlo – gitarr, bakgrundssång (2014–2015)

## Diskografi
Studioalbum
- 2002 – Kutless
- 2004 – Sea of Faces
- 2005 – Strong Tower
- 2006 – Hearts of the Innocent
- 2008 – To Know That You're Alive
- 2009 – It Is Well
- 2012 – Believer
- 2014 – Glory
- 2017 – Alpha / Omega

Livealbum
- 2006 – Live from Portland

EP
- 2011 – This Is Christmas

Samlingsalbum
- 2010 – The Beginning: A Kutless Anthology
- 2013 – The Worship Collection